# Airntully

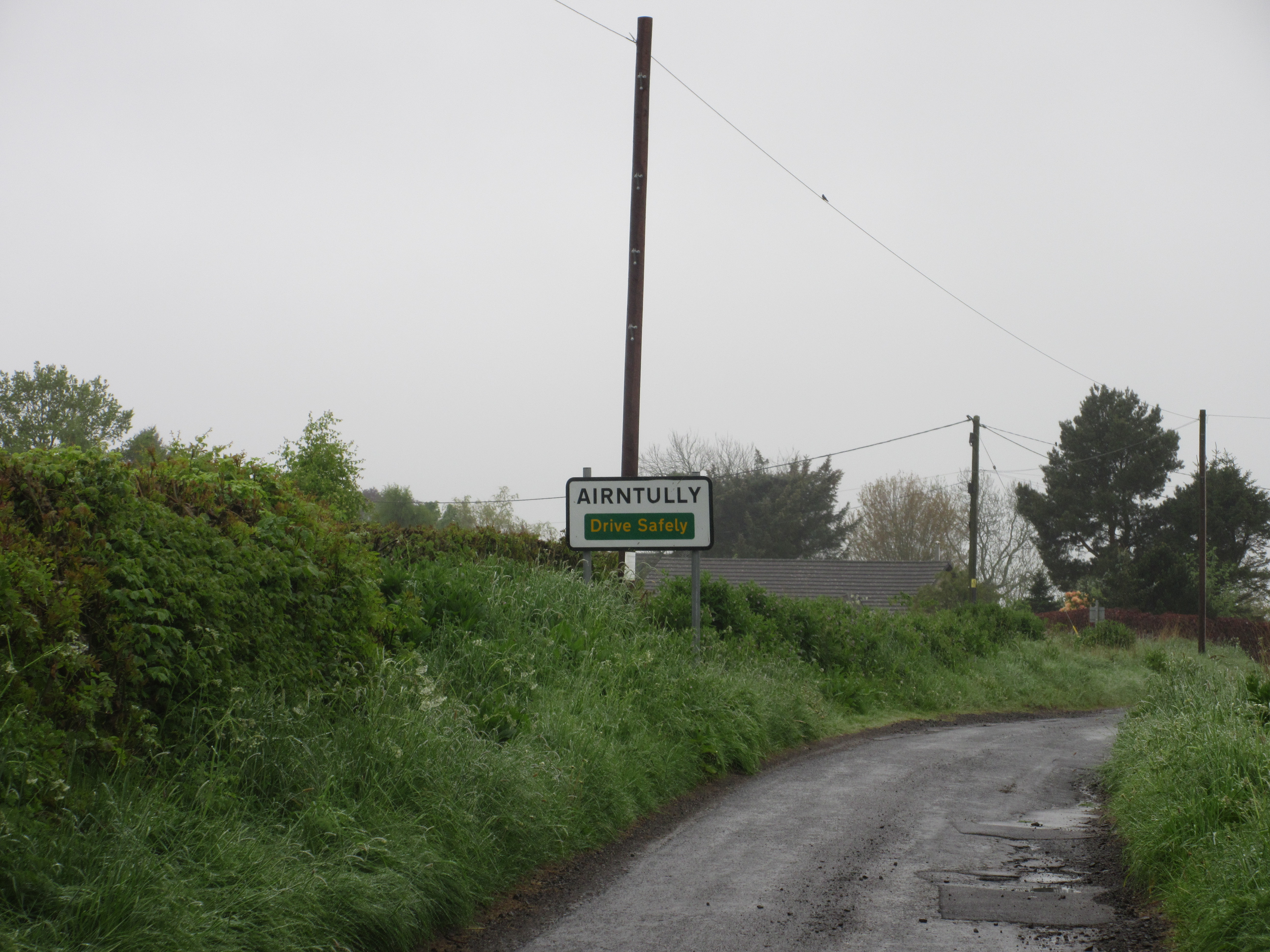
Ortseinfahrt von Norden

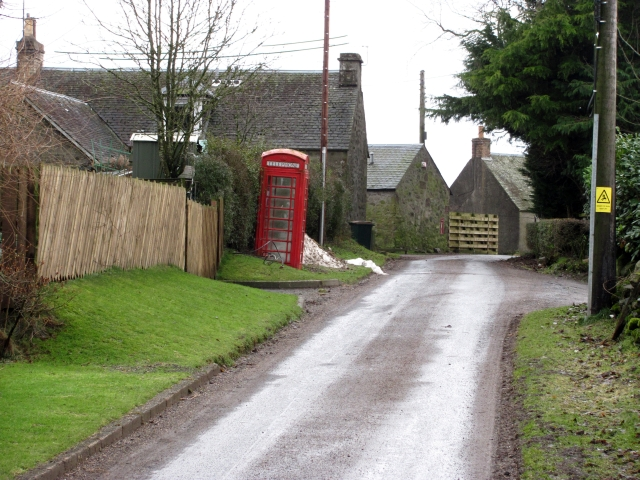
Straße durch den Ort

Airntully ist eine kleine Ortschaft im Norden von Schottland, die nördlich von Perth in der Region Perth and Kinross liegt. Im Rahmen der historischen Gliederung Schottlands in Civil Parishes zählt es zu Kinclaven, das zu Perthshire gehörte.
Die Umgebung Airntullys ist eine flachwellige, teilweise bewaldete Landschaft. Wenige Kilometer im Norden und Osten befindet sich das rechte Ufer des Tays. Der, als rein landwirtschaftliche Siedlung entstandene Ort, in dem mittlerweile auch zahlreiche Pendler wohnen, erfuhr im 18. Jahrhundert einen Aufschwung durch hier lebende Weber, die ihrem Beruf im Rahmen der Heimarbeit nachgehen konnten.
Perth liegt etwa 11 Kilometer entfernt. Airntully liegt abseits des übergeordneten Verkehrsnetzes. Über Nebenstraßen zu erreichende Ortschaften in der Nähe sind Murthly im Norden, Bankfoot im Westen sowie Stanley im Süden.